# Союз (учения, 1981)
Учения «Союз-81» проходили на территории ГДР, ПНР и ЧССР. На нём отрабатывались вопросы всестороннего обеспечения войск союзных армий и сил флотов. Учение способствовало совершенствованию оперативной подготовки генералов (адмиралов) и офицеров, слаживанию работы оперативных и высших штабов союзных армий, укреплению боевого содружества личного состава, воспитанию его в духе социалистического интернационализма.
На этих учениях решались задачи по дальнейшему совершенствованию взаимодействия союзных армий, практических навыков у генералов (адмиралов) и офицеров в организации и планировании боя (операции), в овладении более современными методами управления войсками (силами флотов), отрабатывались вопросы координации органов управления всех степеней, исследовались вопросы стратегии, оперативного искусства и тактики.
Руководство учениями осуществлял главнокомандующий Объединенными вооруженными силами Маршал Советского Союза В. Г. Куликов

## Предыстория учений
В середине февраля 1981 года из Варшавы в Москву поступила информация о том, что новый премьер-министр Польши Ярузельский от слов готов перейти к делу, то есть нанести решительный удар по контрреволюционному подполью.
После первого дня его работы Л. И. Брежнев встретился с обновленной польской делегацией. В ходе беседы он сказал, что для советского руководства нет важнее вопроса, чем ситуация в Польше.
Спустя несколько дней после возвращения польской делегации из Москвы в Варшаву прибыл Маршал Советского Союза В. Г. Куликов. Он сообщил Кане и Ярузельскому, что с 16 по 25 марта принято решение провести на территории Польши совместные войсковые учения «Союз-81». Особый характер учениям придавал тот факт, что в качестве наблюдателей на них были приглашены министры обороны государств — участников Варшавского договора. Учения предполагалось провести с 16 по 25 марта 1981 года. За день до начала учений состоялась беседа С. Кани с находящимся в Варшаве заместителем председателя КГБ СССР В. А. Крючковым.
О месте и времени проведения таких учений заранее сообщалось в печати и в соответствии с Заключительным актом по безопасности и сотрудничеству в Европе на них приглашались зарубежные военные наблюдатели 

## Скрытый подтекст учений
Яков Гришин, Декан межфакультетского отделения международных отношений Казанского государственного университета, в своей книге „«Братская помощь» или Военное положение?“ пишет что группа советских генералов, в том числе все заместители Куликова, прибыла в Польшу чтобы подготовить польскую армию к маневрам, а в целом — „для расправы с собственным польским обществом“.
Дуглас Дж. МакИчин, сотрудник ЦРУ с более чем тридцатилетним стажем, в 80-е годы бывший руководителем «советского направления» в ЦРУ, пишет что для западных аналитиков учения «Союз-81» изначально выглядели как ширма для ввода Советских войск в Польшу и введения военного положения.
Другой американский военный историк, в прошлом офицер Штаба верховного главнокомандующего объединенными вооруженными силами в Европе, полковник Дуглас Макгрегор, пишет о том что инфраструктура правительственной связи и управления, установленная в ходе учений «Союз-81» практически не изменялась до самого вывода Советских войск из Польши.